# Hugo Antonio Laviada Molina
Hugo Antonio Laviada Molina (Mérida, Yucatán, 31 de octubre de 1961) es un médico y político mexicano, miembro del Partido Acción Nacional, fue Senador por Yucatán  de 2006 a 2008.
Hugo Laviada Molina es Médico Cirujano por la Universidad Autónoma de Yucatán, especialidad en Endocrinología en la Unidad de Postgrado de la Facultad de Medicina de la Universidad Nacional Autónoma de México y Master of Medical Science, en Endocrinología en la University of Sheffield, Sheffield, Inglaterra. Tiene una amplia trayectoria en el campo de medicina en su estado, ejerciendo su carrera en varias instituciones de salud públicas y privadas, así como de la docencia e investigación en el mismo campo, ejerciendo como catedrático de la Universidad Autónoma de Yucatán. 
Miembro del PAN desde 1981, ha sido Consejero estatal y nacional, candidato a regidor, diputado local y federal, en 2006 fue elegido Senador suplente de Beatriz Zavala Peniche, y el 29 de noviembre de 2006 asumió la titularidad de la curul al pedir licencia Beatriz Zavala y ocupar el cargo de Secretaria de Desarrollo Social, dejó la senaduría el 1 de febrero de 2008 ante la renuncia de Zavala como Secretaria de Desarrollo Social y su vuelta al Senado.